# Almaty Aviation
АО «Авиакомпания» «Almaty Aviation» — казахстанская авиакомпания.

## История
Авиакомпания основана в 2002 году. После попадания в список авиакомпаний с запретом на полёты в страны Евросоюза авиакомпания перебазировалась с Алматы в Боралдай. С 2010 года авиакомпания занимается только внутренними грузоперевозками.

## Финансы
В 2011 году Компания имела валовой убыток 145 млн. 675 тыс. тенге.
Валовая прибыль компании по итогам 2011 года составила 12 млн. 695 тыс. тенге.